# Liste des maires de Decize
Cet article dresse une liste par ordre de mandat des maires de Decize.

## Liste des maires

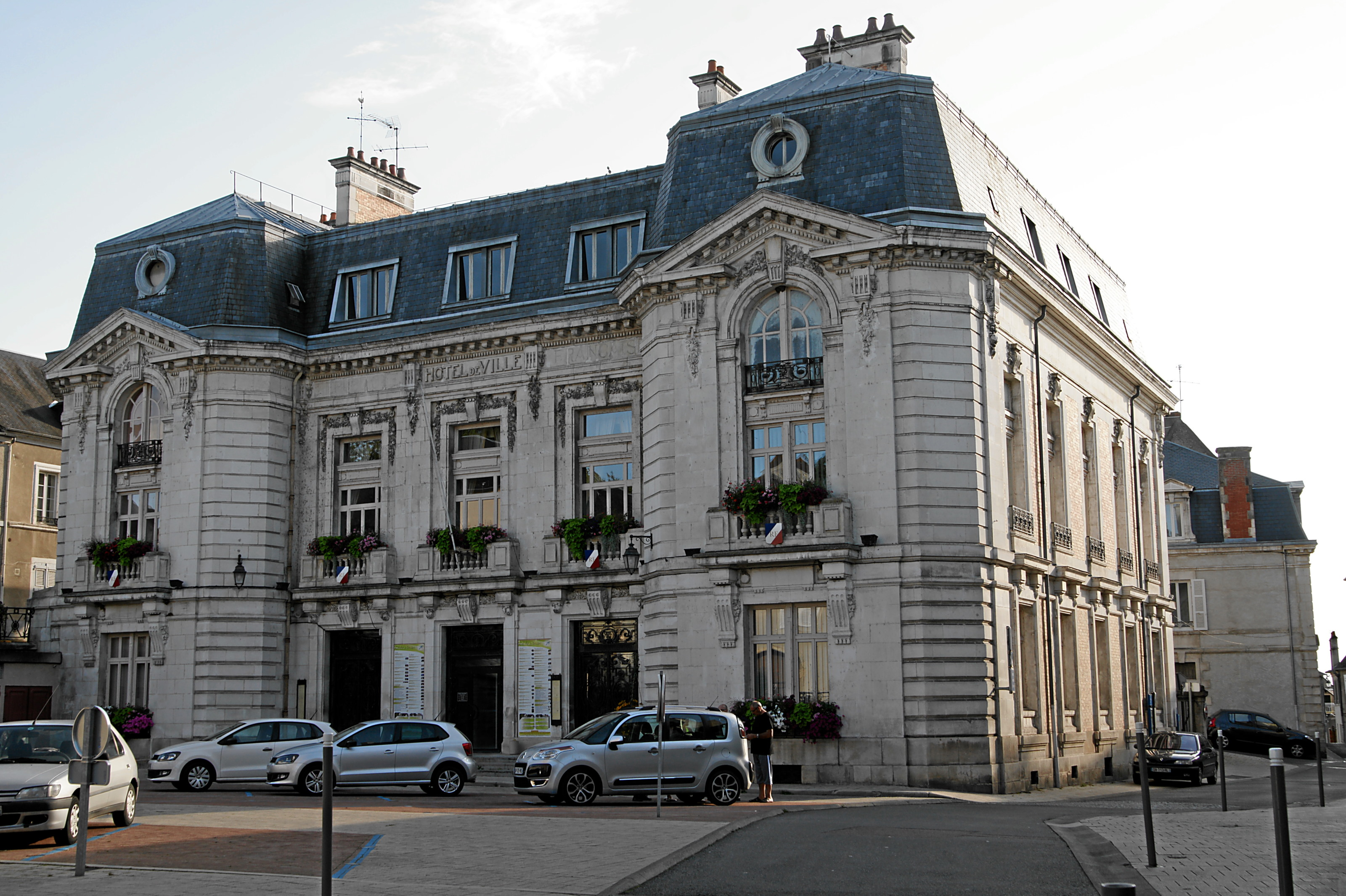
L'hôtel de ville de Decize.

| Période                                  | Période         | Identité                   | Étiquette          | Qualité |
| ---------------------------------------- | --------------- | -------------------------- | ------------------ | --- |
| Les données manquantes sont à compléter. |                 |                            |                    | |
| 1884                                     | 1896            | François Virlogeux         |                    | |
| 1896                                     | 1900            | Antoine Paute              |                    | |
| 1900                                     | 1912            | Jean Baptiste Antoine Gros |                    | |
| 1912                                     | 1914            | Henri Régnier              |                    | Député |
| 1914                                     | 1919            | M. Archambault             |                    | |
| 1919                                     | 1925            | Henri Régnier              |                    | Député |
| 1925                                     | 1929            | Claude Allorent            |                    | |
| 1929                                     | 4 novembre 1935 | Antoine Galvaing           |                    | Docteur |
| 1er décembre 1935                        | 1941            | Georges Potut              | Radical-socialiste | Député |
| 1941                                     | 1945            | Léonce Bouchenez           | Droite             | Adjoint au maire |
| 1945                                     | 1953            | Émile Hozette (1877-1957)  | SFIO               | Employé du chemin de fer, ancien conseiller d'arrondissement du canton de Decize (1937-1940)                                            |
| 1953                                     | 1955            | M. Marcelet                |                    | |
| 1955                                     | 1983            | Théodore Gérard            | PS                 | |
| 1983                                     | 1989            | Janine Sattonnet           | Droite             | Pharmacien Conseiller général |
| 1989                                     | 1995            | Jean-Noël Le Bras          | PS                 | Directeur d'établissements sociaux |
| 1995                                     | septembre 2000  | François Perrot            | PS                 | Conseiller général Député |
| septembre 2000                           | 2008            | André Vallet               | PS                 | |
| 2008                                     | 2017            | Alain Lassus               | PS                 | Médecin Conseiller général Conseiller départemental, Président du conseil départemental de la Nièvre Suppléant du député Christian Paul |
| 14 novembre 2017                         | en cours        | Justine Guyot              | PS                 | Juriste 7e adjointe au maire (2014-2017)                                                                                                |